# Phebalium laevigatum
Phebalium laevigatum är en vinruteväxtart som beskrevs av Paul G. Wilson. Phebalium laevigatum ingår i släktet Phebalium och familjen vinruteväxter. Inga underarter finns listade i Catalogue of Life.